# 王祿 (平和縣知縣)
王祿，号一溪，江西承宣布政使司新城縣人，明朝政治人物。

## 生平
王祿早年正德十一年（1516年）中舉，為福建平和縣知縣。嘉靖九年，曾上疏請建獻帝廟於安陸，封崇仁王之名祭祀，進諫不宜考獻帝為皇考，涉嫌大禮議之爭。后因彈劾而被棄官歸，命逮捕并貶斥為民。

## 家族
有子王材，嘉靖进士。